# Caberea patagonica
Caberea patagonica är en mossdjursart som först beskrevs av d'Orbigny 1842.  Caberea patagonica ingår i släktet Caberea och familjen Candidae. Inga underarter finns listade i Catalogue of Life.